# Gualterio Arteaga
Gualterio Arteaga (Monterrey, 4 de octubre de 1880 - ? 1924) fue un teniente coronel del ejército mexicano que participó en la Revolución mexicana. 
Durante el movimiento maderista operó en las fuerzas del coronel Pablo de los Santos. En 1913 se hizo constitucionalista, a las órdenes de Pedro Rodríguez Triana y Felipe Ángeles. Permaneció en el villismo cuando sobrevino la escisión. Resultó herido en la Batalla de Celaya, en abril de 1915. En el año de 1923 secundó el movimiento delahuertista bajo el mando de Vicente López. Murió en combate.